# Taça Europeia de Andebol de 1956–57
A Copa Europeia de Handebol de 1956–57 foi a primeira edição da principal competições de clubes de handebol da Europa. A final aconteceu em 9 de março de 1957, em Paris.
Na final o Praha venceu por 21–13 o sueco Örebro.

## Fases

### Rodada 1
| Equipe 1 | Resultado | Equipe 2 |
| -------- | --------- | -------- |
| Luzern   | 15–9      | Esch     |

### Rodada 2
| Equipe 1  | Resultado | Equipe 2  |
| --------- | --------- | --------- |
| Paris     | 18–14     | Barcelona |
| Hassloh   | 27–8      | Luzern    |
| Bucuresti | 13–12     | Belgrade  |

### Quartas-de-finais
| Equipe 1   | Resultado | Equipe 2  |
| ---------- | --------- | --------- |
| Praha      | 24–19     | Bucuresti |
| Kopenhagen | 22–12     | Katowice  |
| Paris      | 18–15     | Hassloh   |
| Örebro     | 15–12     | Berlin    |

### Semi-finais
| Equipe 1 | Resultado | Equipe 2   |
| -------- | --------- | ---------- |
| Praha    | 25–18     | Kopenhagen |
| Örebro   | 30–17     | Paris      |

### Final
| Equipe 1 | Resultado | Equipe 2 |
| -------- | --------- | -------- |
| Praha    | 21–13     | Örebro   |